# Potchefstroom
Potchefstroom város Dél-Afrikában. Ez volt a hajdani Transvaal tartomány legrégebbi városa.

## Elhelyezkedése
A város a Dél-afrikai Köztársaság északnyugati tartományában (Noordwes) van. 154 kilométernyire Pretoriától, a Mui-folyó jobb partján, 1317 méter tengerszint feletti magasságon.

## Történelem
A várost búr telepesek alapították, és egy ideig fennálló állam volt a város területén (előbb Winburg–Potchefstroom-i Köztársaság majd a Potchefstroomi Köztársaság). Később talán a leghíresebb és legnagyobb búr állam, a Transvaal Köztársaság fővárosa lett. Amíg az állam létezett, addig a város a Rives-Dorp nevet viselte. Miután 1902-ben a búr állam elvesztette a második búr háborút, a Transvaal tartomány székhelyévé vált.

## Egyetemei
A város nagy egyetemi város. A hittudományi főiskolát 1869-ben alapították egy másik búr városban, 1905-ben költözött Potchefstroomba az iskola. 1951-ben ismerték el az iskolát mint Potchefstroomi Keresztény Felsőoktatási Egyetem. Van még egy másik híres egyeteme is a városnak, az ún. Északnyugati Egyetem. 

## A város neve
A város tanácsa azt a javaslatot vetette fel, hogy a várost Tlokwe névre kellene átkeresztelni. Ezt azonban a lakosság majdnem egésze teljességgel elfogadhatatlannak nyilvánította. Ennek ellenére a város tanácsa a Tlokwe város tanácsának nevezi magát ma is, és több internetes weboldalon is ez a név található.    